# Diakonissestiftelsen
Den danske Diakonissestiftelse eller blott Diakonissestiftelsen är en självständig organisation inom Danska folkkyrkan. Organisationen har omkring 600 anställda medarbetare och mer än 200 frivilliga. 
Den danske Diakonissestiftelse upprättades 1863 på Frederiksberg på initiativ av prinsessan Louise, senare drottning Louise, gift med kung Kristian IX. 